# Ракетний удар по Польщі (2022)
15 листопада 2022 року ракета вдарила по території Польщі по селу Переводів у Долобичівській ґміні поблизу кордону з Україною. Інцидент стався під час атаки РФ на українські міста та енергетичні об'єкти. Це був перший інцидент ракети (порівняно з попередніми вторгненнями БПЛА), яка приземлилася та вибухнула на території країн НАТО під час російсько-української війни 2022 року. Унаслідок атаки загинули дві особи. ВПС Польщі підняли в повітря винищувачі з аеродрому у Томашуві-Любельському. На ферму, на яку попередньо впали ракети, прибула армія і прокуратура.

## Вибух
Польські ЗМІ повідомили, що в результаті вибуху на зерносушарці загинули двоє людей. Польські чиновники заявили, що причина вибуху невідома. Польська радіостанція Radio ZET повідомила, що на село впали дві випадкові ракети, що спричинило вибух, хоча пізніше повідомлялося, що ракета була лише одна. Члени НАТО почали перевіряти докази незабаром після повідомлення про вибух. Попередні оцінки, проведені Сполученими Штатами, припускають, що українські сили випустили ракету по російській ракеті, що наближалася.
Трохи пізніше, у вересні 2023 року Польською прокуратурою було підтверджено, що ракета все-ж була українською.

## Розслідування
Польські спецслужби в ніч з 15 на 16 листопада почали встановлювати причини вибухів.
Невдовзі після інциденту з'явилися суперечливі повідомлення щодо походження та характеру вибухів. Міністерство закордонних справ Польщі заявило, що снаряди були російського виробництва.
Андрес Ганнон, експерт з питань безпеки в аналітичному центрі Ради з міжнародних відносин, припустив, що ракети могли бути від систем С-300. С-300 використовуються як і Україною, так і Російською Федерацією під час російсько-української війни як ракети класу «земля — повітря» і «поверхня-поверхня». Маріуш Гершевський, польський репортер Radio ZET, повідомив, що, згідно з «джерелами у службах» вибух був спричинений залишками збитої ракети. Президент США Джо Байден, виступаючи з саміту G20 на Балі, заявив, що «малоймовірно», що ракети були випущені з РФ.
Початкові оцінки США показали, що ракета можливо була ракетою протиповітряної оборони, випущеною українськими силами по російській ракеті.
17 листопада було оголошено, що Україна можливо отримає доступ до місця вибуху.
25 листопада 2022 року президент Польщі Анджей Дуда заявив, що на місці вибуху попри початкові повідомлення про наявність двох ракет сліди другої ракети не виявлено. За його словами, насправді друга ракета була, але впала на території України.
23 січня 2024 року було призупинене провадження у справі, що означає неможливо остаточно встановити обставини інциденту, а отже, визначити, хто конкретно несе відповідальність за загибель польських громадян.

## Реакція

### Польща
Після вибуху прем'єр-міністр Польщі Матеуш Моравецький скликав термінове засідання бюро національної безпеки Польщі. Речник уряду заявив, що Польща підвищила рівень бойової готовності деяких своїх військових частин після завершення зустрічі. Він також повідомив, що президент Польщі Анджей Дуда мав розмову з генеральним секретарем НАТО Єнсом Столтенберґом щодо можливості активації статті 4 статуту НАТО.
Міністр МЗС Збіґнєв Рау викликав російського посла і вимагав «негайних детальних пояснень».
Президент Польщі Анджей Дуда пізно ввечері 15 листопада за місцевим часом заявив, що немає доказів того, хто випустив ракету.
Наступного дня Анджей Дуда заявив, що падіння ракети в Польщі, через яке загинули дві людини, виглядає як «прикрий випадок», а не «умисна атака».

### Україна
Президент України Володимир Зеленський у своєму нічному відеозверненні звинуватив Російську Федерацію в нападі, назвавши його посяганням на «колективну безпеку» та «значну ескалацію». Міністр закордонних справ України Дмитро Кулеба назвав «теорією змови» припущення про те, що українська ППО випустила ракету.
«А де друга ракета?» — Арестович прокоментував загадковий момент інциденту з обстрілом Польщі. Бо ж падіння української ракети ППО на території Польщі не пояснює, куди зникла російська ціль, по якій її було випущено.

### РФ
Російський фондовий ринок показав різке падіння. МО РФ назвало повідомлення польських ЗМІ про падіння російських ракет на території Польщі «навмисною провокацією з метою ескалації обстановки» та заявило, що РФ не завдавала ударів по об'єктах, що знаходяться поблизу українсько-польського кордону. Глава постійного представництва Російської Федерації при ООН Дмитро Полянський заявив, що вибух у селі біля українсько-польського кордону, внаслідок якого загинули двоє людей, є спробою спровокувати пряме зіткнення Російської Федерації та НАТО.

### Офіційні особи НАТО та країн-членів
У зв'язку з цим інцидентом, у поєднанні із закриттям нафтопроводу «Дружба», уряд Угорщини на чолі з прем'єр-міністром Віктором Орбаном також скликав екстрене засідання своєї Ради оборони тієї ж ночі, а міністр оборони Крістоф Салай-Бобровницький провів телефонну розмову з генеральним секретарем НАТО Єнсом Столтенберґом.
Невдовзі після удару Міністерство оборони США підтвердило, що дві ракети вдарили по території Польщі поблизу кордону з Україною, але не змогло підтвердити їх походження. Боб Менендес, голова відділу зовнішніх відносин Сенату, висловив надію, що Російська Федерація «швидко вибачиться за втрату людей і заявить, що це було ненавмисно», і попередив про «всілякі наслідки», включаючи можливість застосування статті 5, якщо удар був навмисним.
Польща запросила зустріч НАТО в середу, 16 листопада, на підставі статті 4 НАТО. Дипломати НАТО заявили, що альянс діятиме обережно та потребує часу, щоб перевірити, як саме стався інцидент.
Міністр закордонних справ Естонії Урмас Рейнсалу відреагував на повідомлення, написавши у Twitter, що Естонія готова захищати «кожен дюйм» території НАТО. Прем'єр-міністр Бельгії Александер де Кроо відреагував на повідомлення, сказавши: «Ми підтримуємо Польщу». Прем'єр-міністр Чехії Петр Фіала написав у Twitter, що якщо буде підтверджено, що удари були навмисним актом Російської Федерації, це буде «подальшою ескалацією з боку Росії». Президент Румунії Клаус Йоганніс написав у Twitter, що Румунія «повністю солідарна з нашим другом і союзницею Польщею» і що «ми підтримуємо зв'язок з нашими партнерами та союзниками».
Столтенберґ заявив, що провину за це несе Російська Федерація, хоча ця ракета, швидше за все, була українською системою ППО. Адже «цього б не сталося, якби Росія не випустила ці ракети», — заявив він.
Міністр закордонних справ Латвії Едгарс Рінкевичс, не чекаючи завершення розслідування, заявив, що «російські ракети, які потрапляють на територію країни-члена НАТО, є дуже небезпечною ескалацією з боку Кремля».
Президент Туреччини Реджеп Ердоган заявив, що довіряє заяві Російської Федерації про те, що російські ракети не вражали територію Польщі. Згідно з його заявою, Російська Федерація не має відношення до того, що сталося, що в тому числі підтверджується раніше зробленою заявою Джо Байдена.
США поклали відповідальність на Російську Федерацію за падіння ракет біля Польщі незалежно від цього, якими будуть результати розслідування:
|             | Разом з тим, якими б не були остаточні висновки, очевидно, що стороною, яка несе повну відповідальність за цей трагічний інцидент, є Росія, яка обстріляла Україну ракетами, спеціально призначеними для ураження об'єктів цивільної інфраструктури. Україна мала – і має – повне право захищати себе. Ми знову висловлюємо нашу солідарність з народом України та співчуття у зв'язку з втратами, яких він зазнав внаслідок цих варварських авіаударів. Ми знаємо, що мільйони українців залишаються без світла, води та предметів першої необхідності. Наші думки і молитви знову з близькими двох трагічно загиблих польських громадян. |
| — Білий дім | |

### Інші
Президент Європейської ради Шарль Мішель заявив, що він «шокований» повідомленнями про інцидент, додавши, що «ми підтримуємо Польщу», яка є членом Європейського Союзу.
Міністерство закордонних справ та європейської інтеграції Молдови висловило солідарність з Польщею після вибухів і повідомило, що підтримує контакти з польською владою. Міністр закордонних справ Молдови Ніку Попеску надіслав своєму польському колезі Збіґнєву співчуття родинам загиблих. Подія, подібна до ракетного удару в Польщі, сталася в молдовському селі Наславча 31 жовтня, коли в результаті чергової хвилі російських ракет по Україні, одна з них була збита українськими системами ППО і впала на село в Молдові, завдавши матеріальних збитків, але без жертв.